# La Folie-Couvrechef
Pour les articles homonymes, voir La Folie.
La Folie-Couvrechef est un quartier au nord de Caen. Longtemps espaces agricoles, ce territoire a été urbanisé depuis les années 1970 par le biais d'une zone d'aménagement concerté.
Le périmètre de la ZAC couvre un dixième du territoire communal (240 ha) ; il est délimité par :
- au nord, les limites communales entre Caen et Saint-Contest
- à l'est, le boulevard Jean Moulin (ancienne ligne de Caen à la mer)
- au sud, le boulevard périphérique
- à l'ouest, le boulevard Maréchal-Juin.

## Toponymie
Le nom de Folie Couvrechef vient de la fusion du nom de deux hameaux situés à peu de distance l'un de l'autre.
| La Folie Couvrechef |

La Folie est attesté sous la forme Folia au XIIIe siècle, en 1231 (charte de Barbery, 962).

« La Folie », ce toponyme, assez répandu en France, est toujours très difficile à cerner car il peut recouvrir des réalités très différentes. Dans de rares cas, le nom peut rappeler un pré où poussait la folie, une herbe légère et garnie de fleurettes blanches aujourd'hui appelée gysophile (car elle croît à l'état sauvage sur des terrains gypseux). Parfois, la folie est un bosquet, un clos ombragé et feuillu, une cabane (abri de feuillage). Durant le Moyen Âge, les « folies » ne furent rien d'autre que des constructions rudimentaires, faites avec des branchages.
Couvrechef est attesté sous les formes Kevrechié en 1193 et Chievrechié en 1207 (charte d’Ardennes, n° 348).

## Histoire

### Les deux hameaux avant l'urbanisation

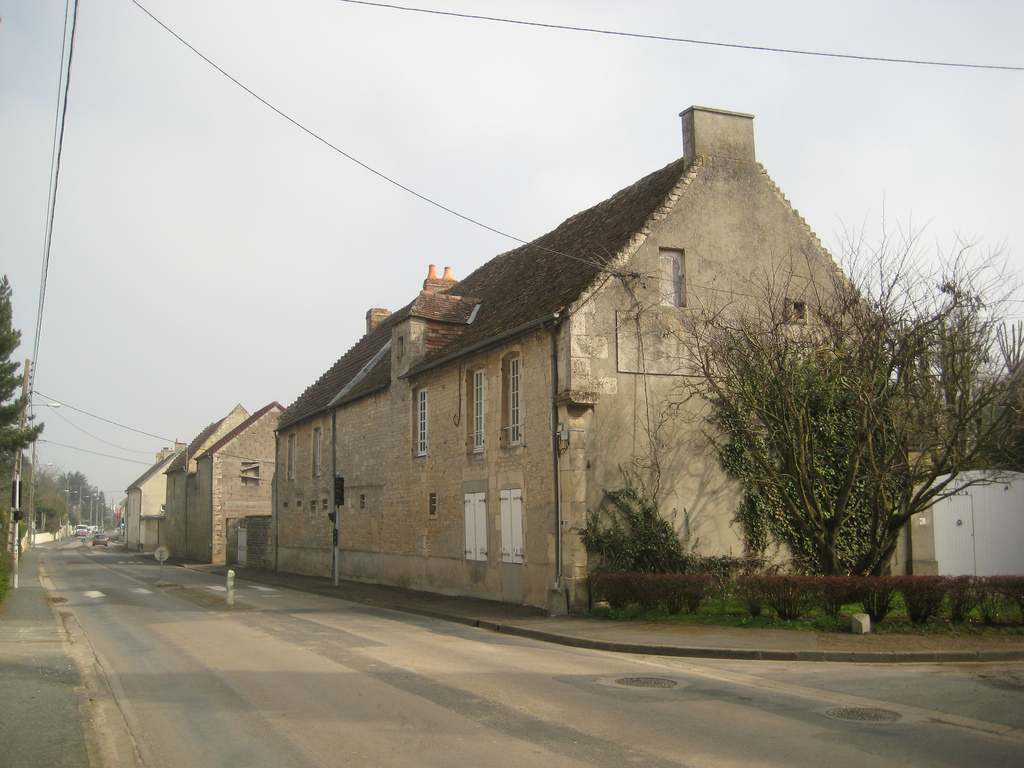
Ancienne ferme, rue de la Folie

Le nom de Folie Couvrechef vient de la fusion du nom de deux hameaux - la Folie et Couvrechef - situés à peu de distance l'un de l'autre le long de la route menant d'Épron à Saint-Germain-la-Blanche-Herbe (actuelles rue d'Épron et de la Folie) de chaque côté de la route de Mâlon (hameau dépendant de Saint-Contest).
Le hameau de la Folie faisait partie de la paroisse Saint-Martin, alors que le hameau de Couvrechef et la chapelle Saint-Nicolas de Couvrechef faisaient autrefois partie de la paroisse Saint-Gilles (Bourg-l'Abbesse). La famille de Couvrechef, également seigneur de Cresserons, existait au moins depuis le XIIe siècle. Selon le cartulaire du prieuré du Plessis-Grimoult, c'était une branche de la famille de Mathan. En 1260, Alexandre de Couvrechef fit donation à l'abbaye d'Ardenne d'une rente de blé in villa de Kevrecheio ("sur sa terre de Couvrechef").
Les hameaux de la Folie et de Couvrechef se trouvaient sur le plateau au-dessus de la basse vallée de l'Orne dans laquelle se développait la ville de Caen. Exempt de relief, ce territoire est resté pendant longtemps consacré à l'agriculture. Des carrières furent également creusées pour exploiter la pierre de Caen ; on peut encore aujourd'hui en voir des traces dans la Vallée du Mémorial, aménagée dans une ancienne carrière. Lors de la prise de Caen de 1346, les troupes d'Édouard III d'Angleterre campèrent dans les plaines d'Ardenne, de Couvrechef et d'Hérouville.
Au XIXe siècle, la Folie n'était encore qu'un petit village s'étendant de part et d'autre des limites communales entre Caen et Saint-Contest ; l'habitat, assez diffus, s'organisait le long de la route d'Épron à Saint-Germain (rue de la Folie) entre la route de Mâlon à l'est et la route de Caen à Creully par Saint-Contest (vers l'actuel parc de la Fossette) à l'ouest. Le village de Couvrechef, plus compact, était quant à lui structuré par les actuelles rues de Couvrechef et du Grand clos Saint-Marc. En 1875-1876, une ligne ferroviaire entre la gare de Caen-Saint-Martin et la gare de Luc-sur-Mer, prolongée en 1876 jusqu'à la gare de Courseulles est établie à l'est de Couvrechef. En 1878, les habitants de Couvrechef, de la Folie, de Malon et d'Épron adressent au conseil général deux pétitions réclamant la création d'une halte au nord de Caen. Financée par le département du Calvados et la ville de Caen, la halte de Couvrechef est ouverte le 25 mars 1880 à la limite entre Caen et Épron. Malgré cela, l'urbanisation reste très limitée. Au début du XXe siècle, les habitants du hameau de Couvrechef sont ainsi rattachés pour le culte à l'église d'Épron.

### L'urbanisation dans la seconde partie duXXesiècle

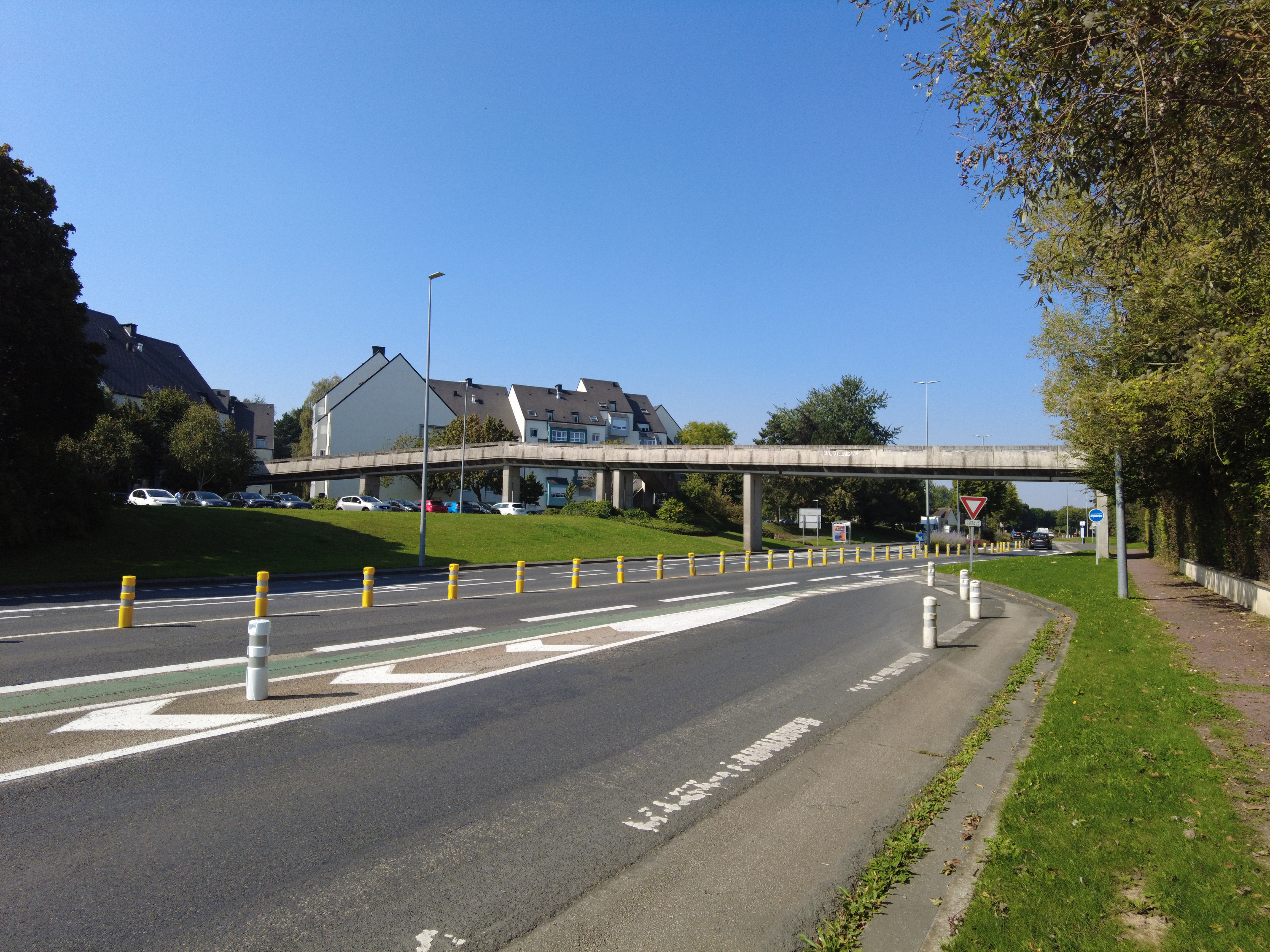
La passerelle de l'octroi reliant la Folie à Couvrechef.

Au lendemain de la Seconde Guerre mondiale, la situation avait peu changé. De 1956 à 1960, les Bénédictines se font construire au sud du hameau de Couvrechef un nouveau monastère pour remplacer l'ancien, situé en centre-ville et détruit pendant la bataille de Caen. Construit par Jean Zunz, le monastère des bénédictines était alors visible de loin au milieu des champs. Mais le monastère va être très rapidement rattrapé par l'urbanisation galopante. Au début des années 1970, la ville de Caen, qui connait alors une forte croissance démographique (+26 %/an), décide de créer une zone d'aménagement concerté. La ZAC de la Folie-Couvrechef est créée le 21 avril 1971 et son plan d'aménagement est approuvé le 5 janvier 1976. Au cours des premières années, Guillaume Gillet est l'architecte en chef de la ZAC. Le quartier a d'abord été prévu pour accueillir des logements. De nombreux équipements, comme le Mémorial, sont venus ensuite diversifier ce quartier et le plan d'aménagement a dû être revu en conséquence le 7 janvier 1991.
Un Contrat urbain de cohésion sociale a été mis en place sur le territoire de la Folie-Couvrechef en priorité 2 pour l'îlot Ribot et en priorité 3 pour le quartier des Boutiques.
En septembre 2012, un programme de réhabilitation thermique est lancé pour une durée de deux ans. Il concerne 730 logements datant des années 1970 et coûte 21 millions d'euros.

## Équipements et espaces verts
- Zones d'activités et pôles commerciaux[13]
  - Parc d'activités de la Folie-Couvrechef (16 ha) dont la pépinière d'entreprises Émergence
  - ZA de la Folie-Couvrechef (14 ha)
  - Village artisanal de la Folie-Couvrechef (4 ha)
- Lieux de culte
  - Église Sainte-Claire (paroisse de Saint-Thomas de l'Université)
  - Église évangélique
  - Aumônerie du campus 2 de l'Université de Caen
  - Monastère des Bénédictines (monument historique[14]), dédicacé le 24 septembre 1960 et occupé depuis 1986 par la Résidence Saint-Benoît (EHPAD)
- Petite enfance
  - Crèche collective de la Folie-Couvrechef
  - Crèche familiale de la Folie-Couvrechef
  - Halte-garderie de la Folie-Couvrechef
  - Relais d'Assistantes Maternelles Caen Nord
- Enseignement[15]
  - Écoles maternelles et élémentaires des Cinq-Continents, Michel-Trégore et Saint-François (privé). L'école Robert-Desnos a fermé ses portes à l'été 2012[16].
  - Collège Jacques Monod
  - Lycée professionnel Camille Claudel ; lycée général et technique (privé) Sainte-Ursule ; lycée professionnel et technique (privé) Notre-Dame de la Fidélité
- Équipements culturels et de loisirs
  - Mémorial pour la Paix
  - Bibliothèque de la Folie-Couvrechef (annexe de la bibliothèque de Caen)
  - Maison de quartier
  - Association 1.2.3. Loisirs (Centre de Loisirs, Garderie, Espaces Jeunes, Atelier Hebdomadaire
  - Centre Municipal d'Animation (Activité adulte, enfance, jeunesse, famille…)
- Équipements sportifs
  - Centre équestre de Caen
  - Tennis Club Couvrechef
  - Boulodrome Couvrechef
  - Gymnase et plateau sportif Camille-Claudel ; gymnase de la Folie-Couvrechef (dit « des Boutiques ») ; gymnase Sainte-Ursule
  - Stades des Bénédictines, des Vaux de la Folie, de la Colline aux Oiseaux et de la Fossette
  - Centre de loisirs de l'Association Sports Loisirs et Culture
  - Complexe sportif des Bénédictines occupé par l'Avant-garde caennaise (12 sections sportives)
- Équipements de secours et de santé
  - Caserne des pompiers ouverte en 1976 (106 sapeurs-pompiers professionnels et 14 volontaires) qui couvre 32 communes[17]
  - Clinique Saint-Martin

- Services administratifs

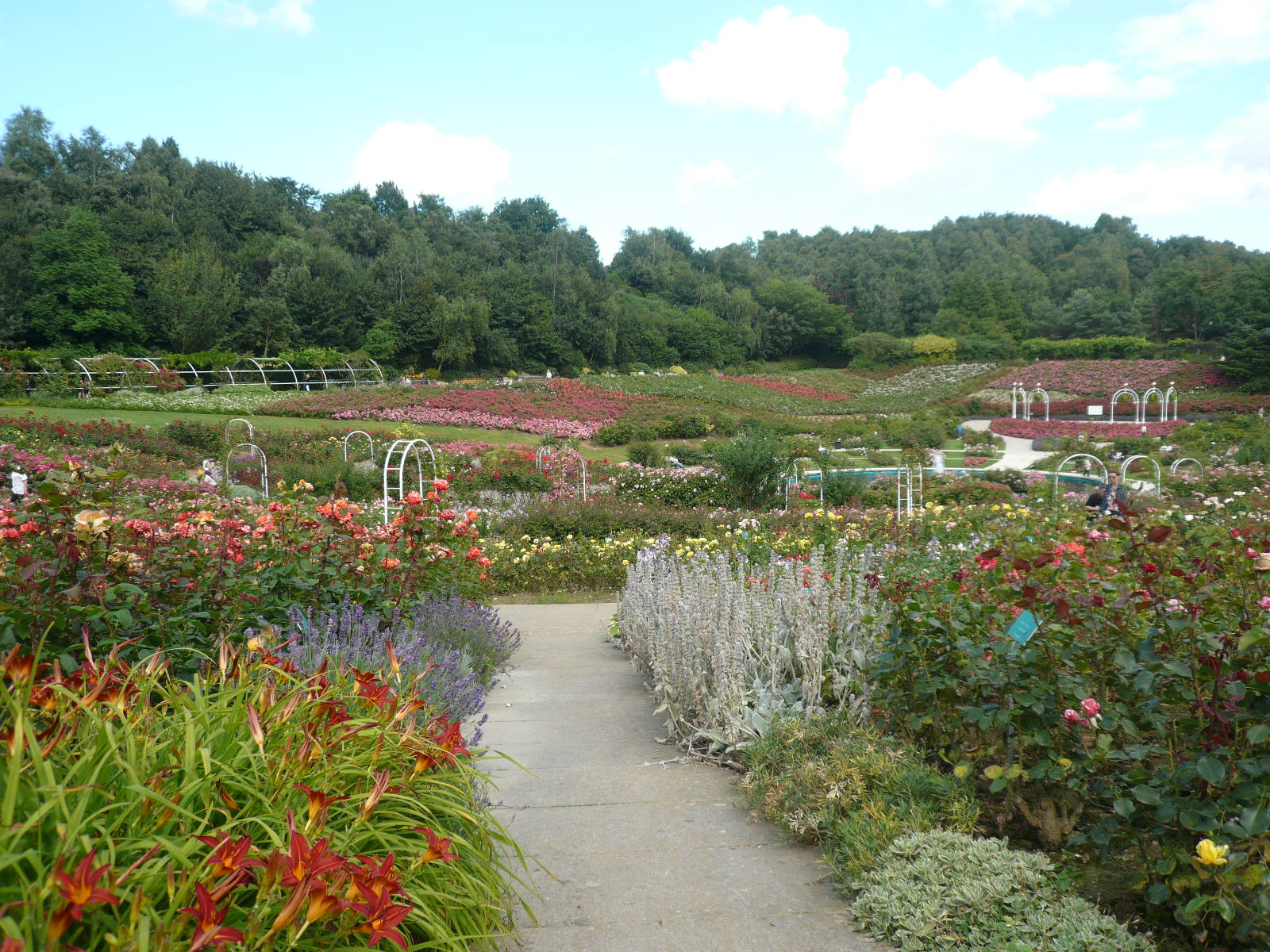
La Colline aux Oiseaux

  - Mairie de quartier de la Folie-Couvrechef
- Espaces verts
  - La Colline aux Oiseaux
  - Vallée du Mémorial
  - Parc de la Fossette
  - Jardin des Poètes
  - Jardin des Acadiens

## Infrastructures
Le quartier est alimenté en eau par les forages du Bassin de la Mue (Thaon-Fontaine-Henry).